# Vereczkey Zoltán (vízilabdázó)
Vereczkey Zoltán (Budapest, 1991. április 24. –) magyar vízilabdázó.

## Pályafutása
2001-ben, tízévesen kezdett el megismerkedni a vízilabda alapjaival. A Központi Sportiskola (KSI) játékosaként mutatkozott be a másodosztályban, és 2010-ben a Vad Lajos irányította Groupama Honvéd szerepelt először élvonalbeli mérkőzésen. A vízilabda mellett 1998 és 2009 között az Újpesti TE majd a Dunaferr SE jégkorong utánpótlás csapataiban is szerepelt.
Vereczkey a 2011–12-es idényben igazolt a bajnoki ezüstérmes Vasashoz, akikkel bajnoki címet szerzett.
A 2012-13-as idényben szintén a Vasas játékosa volt. Ugyanakkor ebben az évben az OB1/B bajnokságban a KSI SE csapatával bajnoki címet nyert, amellyel feljutottak az első osztályba. A 2013-14-es szezont az OB 1-ben a KSI SE színeiben játszotta végig.
A 2014-15-ös évben visszaigazolt a Vasashoz, ahonnan a 2015-ös évben az olasz széria B-ben szereplő Centro Universitario Sportivo Milano-hoz igazolt.

## Eredményei
Hazai
- Magyar bajnokság (OB I)
  - Bajnok (1): 2012 – TEVA-Vasas-UNIQA
- Magyar kupa
  - győztes (1): 2010